# Omari Hutchinson
Pour les articles homonymes, voir Hutchinson.
Omari Hutchinson, né le 29 octobre 2003 à Redhill en Angleterre, est un footballeur anglais qui évolue au poste de milieu offensif à Nottingham Forest.
Il possède également la nationalité jamaïcaine et porté deux fois le maillot de l'équipe de Jamaïque en match amical.

## Biographie

### Carrière en club
Né à Redhill en Angleterre, Omari Hutchinson commence sa formation au Chelsea FC avant de passer par plusieurs clubs rivaux de Londres, pour finalement retourner avec les Blues de Graham Potter en 2022,.
Il y commence sa carrière professionnelle, jouant son premier match avec l'équipe première du club le 5 janvier 2023, à l'occasion d'une rencontre de Premier League contre Manchester City. Il remplace Pierre-Emerick Aubameyang à la soixante-huitième minute et son équipe s'incline 1-0,.

### Parcours en sélection
International avec l'Angleterre en équipe de jeunes,, Omari Hutchinson est convoqué avec l'équipe senior de Jamaïque en mars 2023, avec plusieurs autres jeunes joueurs évoluant en Angleterre, comme Tyler Roberts, Dexter Lembikisa, Delano Splatt, Dante Cassanova ou Dujuan Richards,. Il honore sa première sélection le 11 mars 2023, lors d'un match amical contre la Trinité-et-Tobago perdu 1-0,.
Hutchinson change d'avis et choisit de représenter l'Angleterre en équipe d'Angleterre espoirs à partir du mois d'août 2024. Il fait ses débuts dans cette catégorie le 11 octobre de la même année face à l'Ukraine.

## Statistiques
| Saison                | Club                  | Championnat           | Championnat | Championnat | Coupe nationale | Coupe nationale | Coupe de la Ligue | Coupe de la Ligue | Total | Total |
| Saison                | Club                  | Division              | M.          | B.          | M.              | B.              | M.                | B.                | M.    | B.    |
| 2022-2023             | Chelsea FC            | Premier League        | 1           | 0           | 1               | 0               | -                 | -                 | 2     | 0     |
| Sous-total            | Sous-total            | Sous-total            | 1           | 0           | 1               | 0               | -                 | -                 | 2     | 0     |
| 2023-2024             | Ipswich Town (prêt)   | Championship          | 44          | 10          | 2               | 0               | 4                 | 1                 | 50    | 11    |
| 2024-2025             | Ipswich Town          | Premier League        | 27          | 3           | -               | -               | 1                 | 0                 | 28    | 3     |
| Sous-total            | Sous-total            | Sous-total            | 71          | 13          | 2               | 0               | 5                 | 1                 | 78    | 14    |
| Total sur la carrière | Total sur la carrière | Total sur la carrière | 72          | 13          | 3               | 0               | 5                 | 1                 | 80    | 14    |

## Palmarès

### En club
- Ipswich Town
  - Vice-champion d'Angleterre de deuxième division en 2024.

### En sélection nationale
- Angleterre espoirs
  - Vainqueur du championnat d'Europe espoirs en 2025.

### Distinction individuelle
- Joueur du mois du championnat d'Angleterre de deuxième division en février 2024.